# Abronia bogerti
Espèce
Statut de conservation UICN

 DD  : Données insuffisantes
Abronia bogerti est une espèce de sauriens de la famille des Anguidae.

## Répartition

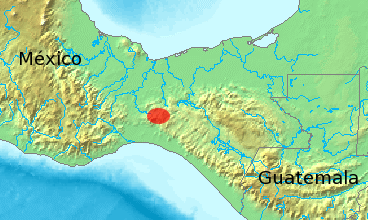
Distribution

Cette espèce est endémique d'Oaxaca au Mexique. Elle se rencontre de 760 à 1 500 m d'altitude dans la Sierra Atravesada.

## Étymologie
Cette espèce est nommée en l'honneur de Charles Mitchill Bogert.

## Publication originale
- Tihen, 1954 : Gerrhonotine lizards recently added to the American Museum collection, with further revisions of the genus Abronia. American Museum Novitates, no 1687, p. 1-26 (texte intégral).